# Simona Josefa Manzaneda
Simona Josefa Manzaneda (Mecapaca, 1770 - La Paz, 1816) fue una revolucionaria independentista boliviana, declarada como "heroína y protomártir de la libertad” por el Concejo del Gobierno Autónomo Municipal de la Paz en 2015.

## Primeros años
Nació el 28 de octubre de 1770 en Mecapaca, era hija natural de Josefa Manzaneda. Su madre, mestiza, gozaba de una buena situación económica al ser comerciante de productos agrícolas en la ciudad de La Paz. Vivía en el barrio de Santa Bárbara.
Se casó con el artesano mestizo Pablo Gonzales y tuvo un hijo, de nombre José María que llegó a casarse con Anselma Fernández el 1 de marzo de 1810. Manzaneda quedó viuda en 1793. Antes de ser rebelde, se dedicó a la costura, sobre todo de jubones, por lo que era conocida bajo el pseudónimo de "la jubonera". 

## Papel en las revueltas independentistas
Como rebelde patriota, se encargaba de negociar armas y municiones y de formar grupos de rebeldes. Desde inicios de 1809 estuvo a cargo de la fabricación de pólvora en la casa que Vicenta Juaristi Eguino tenía en el barrio de Santa Bárbara, Simona trabajó junto a la criolla María Nieves Linares. 
Participó en el levantamiento del 16 de julio de 1809  que implementó la Junta Tuitiva e incitó al pueblo a sumarse. Con la derrota de la revolución en octubre del mismo año huyó de la ciudad y se mantuvo escondida en el campo. 
Retornó a la ciudad de La Paz cuando llegó la Rebelión del Cuzco, entró en contacto con los sublevados y ayudó a que estos tomen la ciudad el 24 de septiembre de 1814. El día 28 se produjo la matanza de españoles en la que Simona tuvo una activa participación y fue una de las directas responsables de la muerte del marqués de Valdehoyos, gobernador de la ciudad. 
En 1816 fue apresada por "insurgente irreducible", llevada a juicio y declarada culpable por Mariano Ricafort. Se le rapó la cabeza y fue obligada a caminar desnuda atada a la cola de un asno por las calles de la ciudad hasta que llegó a la plaza principal, azotada en las cuatro esquinas de la plaza, amarrada a una de las columnas del edificio del cabildo y fusilada el 26 de noviembre de 1816.  